# Neomerinthe beanorum
Neomerinthe beanorum is een straalvinnige vissensoort uit de familie van schorpioenvissen (Scorpaenidae). De wetenschappelijke naam van de soort is voor het eerst geldig gepubliceerd in 1900 door Evermann & Marsh.